# Max von Schinckel
Maximilian Heinrich von Schinckel (* 26. Oktober 1849 in Hamburg; † 11. November 1938 in Hamburg-Blankenese) war ein einflussreicher Hamburger Bankier, der eine wichtige Rolle bei der Fusion der Norddeutschen Bank mit der Disconto-Gesellschaft spielte.

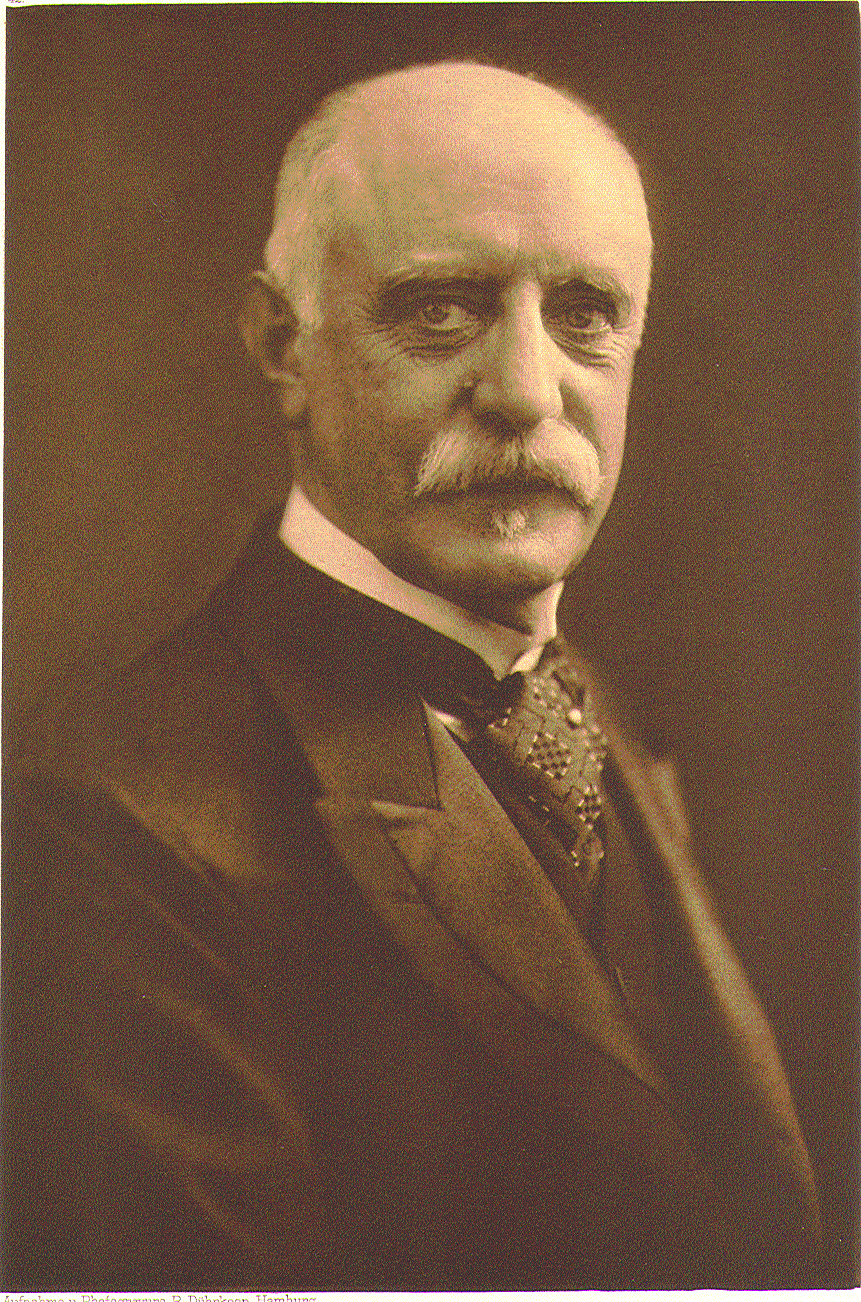
Max von Schinckel 1905 von Rudolf Dührkoop

## Leben
Schinckels Mutter Emilie Charlotte Blessig (1816–1887) stammte aus einer wohlhabenden Sankt Petersburger Kaufmannsfamilie und heiratete dort 1844 den seit 1818 bei Blessig & Co.  – später als Teilhaber – tätigen Paul Gottfried Schinckel (1797–1881) aus Hamburg. Im Mai 1849 zog das Paar nach Hamburg, wo Max geboren wurde, mit zwei Brüdern und zwei Schwestern aufwuchs und die Realschule des Johanneums besuchte. Anschließend machte er eine kaufmännische Lehre bei Burmester & Stavenhagen in Hamburg und arbeitete ab 1867 drei Jahre in der Handelsfirma Moritz Ponfick in Sankt Petersburg, unterbrochen  1868/69 durch den Einjährig-Freiwilliger Militärdienst beim preußischen Dragoner-Regiment Nr. 6 in Hadersleben, welchen er als Reserveoffizier abschloss. 1870/71 nahm er am Deutsch-Französischen Krieg teil und trat im Sommer 1871 wieder seine Stellung in Petersburg an.
Am 12. November 1872 wechselte er nach Hamburg zur Norddeutschen Bank, wo sein Vater von 1872 bis 1881 Aufsichtsratsmitglied war. Er wurde dort mit 23 Jahren einer der jüngsten Manager-Bankiers und 1874 zum Direktor gewählt.
Von 1880 bis 1886 war Schinckel Mitglied der Fraktion der Rechten in der Hamburgischen Bürgerschaft.
Die Finanzierung des Überseehandels und des Reedereigeschäftes wurden unter von Schinckel zum Kerngeschäft der Norddeutschen Bank. Er selbst stieg bald zu ihrer einflussreichsten Person auf und ermöglichte die Fusion mit der in Berlin ansässigen Disconto-Gesellschaft. Die Norddeutsche Bank wurde dabei zu einer Tochtergesellschaft und ihre Aktionäre erhielten für die Herausgabe ihrer Aktien 1895 40 % der Anteile der Disconto-Gesellschaft. Schinckel wurde Persönlich haftender Gesellschafter der Norddeutschen Bank und in den Vorstand der Disconto-Gesellschaft aufgenommen und wurde somit zum einflussreichen Hamburger Bankier, protegiert von Gustav Godeffroy, Adolph von Hansemann und dem Haus F. Laeisz, dessen Familienmitglied Carl Ferdinand Laeisz ebenfalls im Aufsichtsrat der Norddeutschen Bank saß.
Zwischen 1896 und 1918 war er Mitglied der Handelskammer Hamburg und von 1907 bis 1910 ihr Präses. Präsidiumsmitglied beim Hansabund wurde er 1909.

Bismarck Enthüllungsfeier, Hamburg 1906

Als Reaktion auf Bismarcks Tod 1898 initiierte er das „Bismarck-Denkmal-Comité“ zur Errichtung eines Denkmals, das 1906 als größtes seiner Art feierlich enthüllt wurde.
In Mecklenburg-Vorpommern wurde von Schinckel 1901 Eigentümer von Gut Setzin (971 Hektar) und 1911  von Timkenberg für seinen Sohn Ernst und das dazugehörende Nebengut Sprengelshof bei Teldau (607 Hektar).
In einer 1912 erschienenen Rangliste der vermögenden Personen belegte von Schinckel Rang 52 in Hamburg mit einem Vermögen von 4,7 Millionen Mark bei einem zu versteuerndem Jahreseinkommen von 450.000 Mark.
Von 1901 bis 1920 war Schinckel Vorsitzender des Dachverbandes der Hamburger Rotkreuzvereine.
Max von Schinckel wurde 1917 von Kaiser Wilhelm II. in den erblichen Adelsstand erhoben.
Zum 31. März 1919, in seinem 70. Lebensjahr, schied Schinckel als persönlich haftender Gesellschafter der Disconto-Gesellschaft wie der Norddeutschen Bank aus und vereinigte den Aufsichtsratsvorsitz beider Institute in seiner Person. Als diese 1929 in der Deutschen Bank aufgingen, war er bis 1938 Ehrenpräsident des Aufsichtsrates der Deutschen Bank. Schinckel war u. a. von 1897 bis 1933 (ab 1910 als Vorsitzender) im Aufsichtsrat der HAPAG vertreten, aber auch bei der Norddeutsche Affinerie, der Dynamit Nobel, der Guano-Werke, der Norddeutsche Affinerie (Aurubis), der Reiherstieg Schiffswerfte und Maschinenfabrik, der H. B. Sloman & Co. Salpeterwerke und als Aufsichtsratsmitglied u. a. beim A. Schaaffhausen’scher Bankverein, der Deutsch-Asiatische Bank, der Woermann-Linie, der Deutsche Waffen- und Munitionsfabriken, der Gelsenkirchener Bergwerks-AG, der Phoenix AG für Bergbau und Hüttenbetrieb, der Vereinigte Königs- und Laurahütte und ab 1925 der I.G. Farben.
Unmittelbar nach dem Ersten Weltkrieg trat Max von Schinckel dem Stahlhelm bei und wurde Vorstandsmitglied des nationalistischen Hamburger Nationalklubs von 1919, dessen Ehrenpräsident er später war. Er war ebenfalls Mitglied der Deutschnationalen Volkspartei (DNVP). Seine Position zur Machtergreifung durch die Nationalsozialisten war positiv, als aktiver Förderer des NS-Regimes trat er jedoch nicht auf und eine antijüdische Politik nach 1933 lehnte er ab.

## Familie

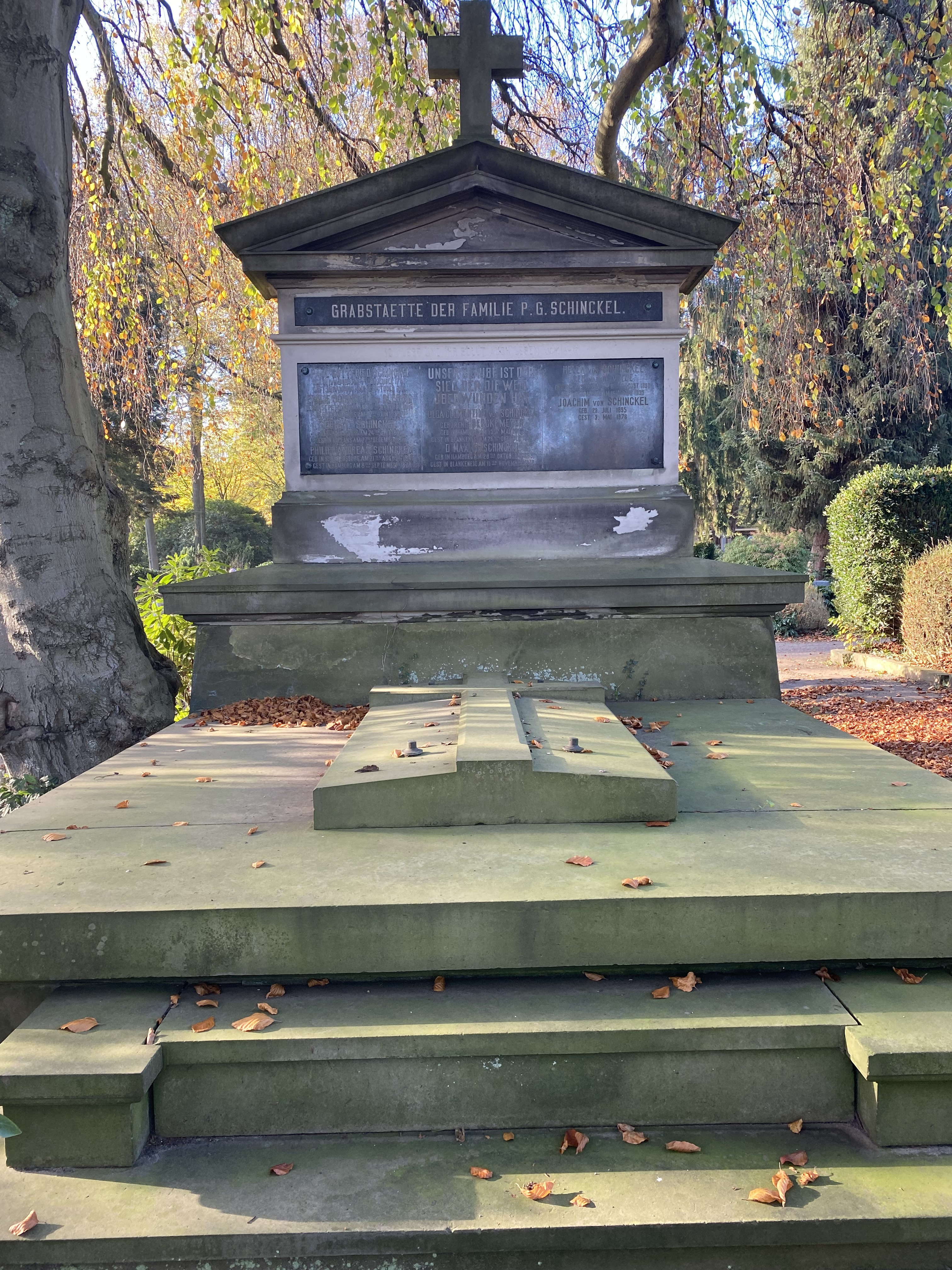
Familiengrabstätte Paul Gottfried Schinckel

Am 2. Oktober 1882 heiratete er die aus Blankenese stammende Patriziertochter Olga Clementine Berckemeyer ((1862–1936), deren Mutter Helene (1830–1895) die ältere Schwester von William Henry O’Swald) war; dadurch wurde Max Schinckel Angehöriger der das wirtschaftliche und politische Leben bestimmenden Kreise der Hansestadt. Das Paar hatte fünf Kinder:
- Helena (1883–1953), verheiratet mit Edmund von Oesterreich
- Anna Maria (1885–1966), Mutter von Hans Georg von Studnitz
- Ernst von Schinckel (1889–1945), Erbe auf Kartzitz, Gutsherr auf Manschenhagen,[22] Suizid mit seiner Frau Martha von Allwörden und seiner Schwester Barbara auf Gut Kartzitz
- Joachim von Schinckel, Bankier, und dessen Zwillingsschwester
- Elisabeth (1895–1990), verheiratet mit Günther Freiherr von Hammerstein-Loxten.

Als Stadtwohnsitz diente die 1891/1892 von Martin Haller gebaute Stadtvilla in der Hansastraße 9 in Hamburg-Harvestehude. 1888 kaufte er zusätzlich als Landsitz in Blankenese die Villa Erika in der Richard-Dehmel-Straße 4 auf rund 12 Hektar Land. Heute erinnert dort der „Schinckels Park“ mit seiner für die Kreeken genutzten Wiese an den früheren Wohnsitz der Familie.
Max von Schinckel starb mit 89 Jahren und wurde auf dem Alten Niendorfer Friedhof in Hamburg in der Familiengruft von Paul Gottfried Schinckel beigesetzt.

## Privates
Neben der Jagd war von Schinckel passionierter Reiter. Er war ab 1877 Mitglied im Hamburger Renn–Club. Als dessen Vorsitzender und Nachfolger des verstorbenen Gustav Godeffroy führte von 1893 bis 1923 den Pferderennsport zu großer Blüte. Unter seiner Leitung wurden das Galoppderby auf der Galopprennbahn Hamburg-Horn ein gesellschaftlicher Höhepunkt des wilhelminischen Hamburgs, zu dem auch Kaiser Wilhelm II. regelmäßig erschien.
Als lutherischer Christ engagierte er sich zudem in der Allgemeinen Evangelisch-Lutherischen Konferenz.

## Schriften
- Lebenserinnerungen. Im Selbstverlag bei Hartung, Hamburg 1929
- Ansprache … am 18. Januar 1933, National-Klub von 1919, Hamburg 1933